# ツイスタン
ツイスタン(英: twistane、中: 扭曲烷)は、C10H16の化学式を持つ有機化合物である。シクロアルカンであり、アダマンタンの異性体である。アダマンタンと同様に揮発性が非常に低い。ツイスタンは、環が常に「ツイスト型（ねじれふね型）」と呼ばれる配座を取ることから命名された。IUPAC名は、トリシクロ[4.4.0.03,8]デカンである。。

## 合成
ツイスタンは、様々な経路で合成される。1つの方法は、cis-デカリンジオンの分子内アルドール縮合である。バスケタンの水素化によっても形成される。

## 対称性
ツイスタンは、4つのキラル中心を持つが、2つのエナンチオマーのみが存在する。これは、C2軸に沿った対称性であるためである。